# Meloimorpha albicornis
Meloimorpha albicornis är en insektsart som först beskrevs av Walker, F. 1869.  Meloimorpha albicornis ingår i släktet Meloimorpha och familjen syrsor. Inga underarter finns listade i Catalogue of Life.